# Арнулф од Роа
Арнулф од Роа (фр. Arnoul de Chocques, умро 1118. године) био је један од духовних вођа Првог крсташког похода и први Јерусалимски патријарх.

## Биографија
Рођен је у Фландрији као незаконити син свештеника, школовао се у Кану. Седамдесетих година био је тутор Цецилије Француске, ћерке Вилијама Освајача. У крсташки поход кренуо је у склопу армије Роберта Нормандијског, Роберта Фландријског и Стефана од Блоа. Међу норманима је уживао велики углед, док га ненормански крсташи нису волели. Када је Петар Бартоломеј пронашао Свето Копље у подруму цркве Светог Петра у Антиохији, Арнулф га је оптужио да је преварант. Због тога је дошао у сукоб са Ремоном Тулуским. Да би доказао да говори истину, Петар Бартоломеј је пристао да се подвргне Божјем суду и прође кроз запаљену ватру (приликом опсаде Арке). Следећег дана је умро.
Арнулф је одиграо битну улогу приликом опсаде Јерусалима 1099. године подижући морал већ посусталих крсташа. У Јерусалиму је пронашао Истински крст који је постао најважнија реликвија Јерусалимске краљевине.
Арнулф је изабран за првог патријарха Јерусалимске краљевине у августу 1099. године. Он је крунисао Готфрида Бујонског који је постао "бранилац Светог Гроба". Убрзо је настао спор између Арнулфа и православних хришћана и сиријских хришћана око неких црквених обреда. Папа Паскал послао је Дамбера од Пизе у Јерусалим да реши спор, али је овај сменио Арнулфа и поставио себе за патријарха. Арнулфа је именовао за јерусалимског архиђакона.
Када је Дамбер са Боемундом отишао у Европу, Арнулф је поново постао патријарх (1112. године). Био је изузетно непопуларан у народу, нарочито због тога што је одобрио брак Балдуина Јерусалимског са Аделазијом (а већ је био ожењен Ардом Јерменском). Због тога папа Паскал шаље новог легата у Јерусалим који га привремено смењује (1115. године). На место патријарха поново је дошао следеће године након што је поништио Балдуинов други брак.